# Стафилины
Стафилины (лат. Staphylinus) — род стафилинид из подсемейства Staphylininae.

## Описание
Среднегрудь без киля.

## Систематика
К роду относятся:
- вид: Staphylinus caesareus Cederhjelm, 1798
- вид: Staphylinus dimidiaticornis Gemminger, 1851
- вид: Staphylinus erythropterus Linnaeus, 1758
- вид: Staphylinus ruficornis Bernhauer, 1913